# 永光儀器廠舊址
永光儀器廠舊址位於四川省廣安市廣安區，文物遺址年代判定為1966-1992年。2012年7月16日公佈為第八批四川省文物保護單位。
永光儀器廠舊址，企業代號為國營第三九八廠，位於四川省廣安市廣安區代市鎮。1966年始建廠區占地面積為190，667平方米，主要生產62式迫擊炮瞄準鏡及63式六零迫擊炮蠟准鏡。最具代表意義的為開鑿於山腹內302車間，為洞穴式車間，洞穴共四個，為困弧頂，深為44.2-67.8米，高4.8米，寬5.5-6.7米，四個洞穴車間之間在中部開鑿有寬2米、長14.5米的小洞穴相連。該廠於1992年整體搬遷至成都市。永光儀器廠舊址目前廣安保存最為完整“三線”工業企業舊址之一，反映了四川“三線建設”的發展歷程。2011年，被永光儀器廠舊址廣安市人民政府公佈為市級文物保護單位。